# Harakhte
Harakhte var i egyptisk mytologi en av guden Horus' många skepnader.
Harakhte uppgick sedermera i solguden Ras gestalt som sålunda även titulerade sig Ra-Harakhte.